# 유성 치경구개 마찰음
유성 치경구개 마찰음(有聲 齒莖口蓋 摩擦音)은 치경구개에서 마찰을 일으켜 내는 유성음이다.

## 발음의 예
- 눠쑤어: 로마자 표기의 y에서 이 소리가 난다.
- 폴란드어: ź, 모음 앞의 zi에서 이 소리가 난다.